# وعد هرمز
وعد هرمز هو لاعب كرة قدم عراقي أمريكي متقاعد قضى معظم حياته المهنية في دوري أمريكا الشمالية لكرة القدم والدوري الرئيسي لكرة القدم الصالات.

## حياته
في عام 1979، انتقل هرمز، وهو مواطن آشوري كاثوليكي من العراق، إلى سان دييغو ليعيش مع عمه أثناء حضوره المدرسة الثانوية. وعند وصوله إلى الولايات المتحدة، غيّر اسمه من وعد عجو إلى وعد هرمز. في عام 1981، تخرج من مدرسة بوينت لوما الثانوية.

## مسيرة كرة القدم الاحترافية
بعد أسبوعين من تخرجه، وقع عقدًا مع نادي سان دييغو سوكرز التابع لدوري أمريكا الشمالية لكرة القدم مقابل 18 ألف دولار. لعب سبعة عشر دقيقة في مباراة واحدة لفريق سوكوز في عام 1981 قبل أن يُطلَق سراحه. ثم التحق بالجامعة الوطنية، حيث لعب في فريق النادي بالمدرسة. في عام 1982، لعب لصالح نادي سان دييغو فالكونز للهواة. في عام 1983، تعاقد نادي سوكرز مع وعد مرة أخرى، حيث شارك في إحدى عشر مباراة وسجل هدفًا واحدًا. لم يلعب بشكل احترافي في عام 1984 بعد سلسلة من التجارب غير الناجحة مع فريق تاكوما ستارز وفينيكس إنفيرنو وويتشيتا وينجز. في فبراير 1985، وقع فريق سوكرز مع وعد عقدًا لمدة عشرة أيام بعد أن تعرض قائد الفريق، كاز دينا، لإصابة في الركبة قد تنهي موسمه. مُدد عقده حتى نهاية الموسم بعد فوز سوكرز ببطولة الدوري. ثم احتفظ فريق سوكرز بوعد لمدة ثلاثة مواسم تالية حيث فاز الفريق ببطولتين أخريين. أصبح وعد وكيلًا حرًا في عام 1988 وانتقل إلى فريق لوس أنجلوس ليزرز. في 21 فبراير 1989، قام فريق ليزرز بتبادله مع فريق سوكرز مقابل بولي جارسيا. سيلعب لمدة موسمين ونصف داخل القاعة مع فريق سان دييغو سوكرز.
أُنتج بطاقات التداول الخاصة بـ وعد بواسطة Pacific Trading Cards، من عام 1987 إلى عام 1992.
بالإضافة إلى وقته الذي قضاه في لعب كرة القدم الصالات مع فريق سان دييغو سوكرز، لعب وعد أيضًا لصالح فريق سان دييغو نومادز التابع لدوري كرة القدم الغربي في الهواء الطلق. على الرغم من أن فريق سان دييغو نومادز ذهب إلى بطولة الدوري، إلا أن نوري عاد إلى سان دييغو سوكرز قبل تلك المباراة. وفي عام 1989، أصبح وعد أيضًا مواطنًا أمريكيًا. في سبتمبر 1991، تنازل فريق سوكرز عن وعد. في 20 سبتمبر 1991، وقع عقدًا مع فريق بالتيمور بلاست. في 16 نوفمبر 1991، وضعت بلاست وعد على قائمة التنازلات. في 30 نوفمبر، انضم وعد إلى فريق سانت لويس ستورم. أطلق سراحه العاصفة في نهاية الموسم. في عام 1993، عاد وعد للانضمام إلى نادي سوكرز الذي كان يلعب الآن في الدوري القاري لكرة القدم الصالات. في يناير 1994، وقع عقداً مع نادي كانساس سيتي أتاك في الدوري الوطني للمحترفين لكرة القدم. انتقل بعد ذلك إلى المكسيك حيث لعب لصالح نادي بويبلا في الدوري السريع لكرة القدم، وساعد الفريق على الفوز ببطولة الدوري. ثم عاد إلى سان دييغو سوكرز لموسم CISL لعام 1994. في نهاية الموسم، تخلى عنه نادي سوكرز وانتقل وعد إلى نادي مونتيري لا رازا لموسم 1995.

## مسيرة ما بعد اللعب

### مهنة التدريب شبه الاحترافية
في عام 2005، شغل وعد منصب المدرب الرئيسي لفريق سان دييغو فيوجن، في دوري PDL.

### مهنة التدريب في المدرسة الثانوية
بعد اعتزاله اللعب، أصبح وعد مدرب فريق كرة القدم الجامعي للبنين في مدرسة سانت أوغسطين الخاصة الكاثوليكية في سان دييغو في عامي 1997 و1998. ابتداءً من عام 2003، أصبح مدربًا لفريق كرة القدم للبنين في مدرسة Fallbrook Union الثانوية. في عام 2014، عُيّن وعد مدربًا رئيسيًا لفريق كرة القدم الجامعي في مدرسة شابارال الثانوية (تيميكولا، كاليفورنيا)

### مهنة تدريب كرة القدم للشباب
من عام 2001 إلى عام 2003، كان وعد مدير البرنامج ومدربًا لنادي كرة القدم الجنوبي الغربي، حيث قام بتدريب فرق BU14 وBU15 وBU16. في عام 2002، فاز فريق الأولاد تحت 16 عامًا ببطولة كأس ولاية كاليفورنيا الجنوبية بعد هزيمة PQ Premier Red. فاز فريقه BU16 ببطولة كأس الدوري عام 2002 وبطولة كأس ركوب الأمواج عام 2003 وكان أحد المتأهلين إلى الدور نصف النهائي في الكأس الوطنية.
في عام 2014، عاد وعد للانضمام إلى نادي ساوث ويست لكرة القدم، وتولى تدريب فريق كان لديه سجل خسارة سابق، وقام بتدريب فريق الأولاد تحت 12 عامًا في دوري الساحل - برونز إيست، حيث أنهى الموسم بسجل فوز 6-5-1 وظهر في بطولة كأس ولاية كاليفورنيا الجنوبية. تقدم فريق المدرب وعد 2014/15 BU12 إلى أبعد في كأس الولاية من أي فريق BU12 آخر في وادي تيميكولا، وخسر أمام فريق من إيرفين بعد وقت إضافي مزدوج بركلات الترجيح.

## روابط خارجية
- إحصائيات NASL/MISL